# Levantamento de peso nos Jogos Pan-Americanos de 2023 - Até 61 kg masculino
A categoria até 61 kg masculino do levantamento de peso nos Jogos Pan-Americanos de 2023 foi disputada em 21 de outubro de 2023 no Ginásio Chimkowe, em Peñalolén. Um total de 9 halterofilistas, cada um representando um Comitê Olímpico Nacional (CON), participaram do evento.

## Calendário
Horário local (UTC−3).
| Data          | Hora  | Fase      |
| ------------- | ----- | --------- |
| 21 de outubro | 12:00 | Arranque  |
| 21 de outubro | 13:00 | Arremesso |

## Medalhistas
| Ouro   | CUB Arley Calderón |
| Prata  | MEX Víctor Güemez  |
| Bronze | PER Luis Bardalez  |

## Resultados
A competição foi realizada em um único dia até a definição dos medalhistas:
| Pos.              | Halterofilista        | CON           | Grupo | Arranque (kg) | Arranque (kg) | Arranque (kg) | Arranque (kg) | Arremesso (kg) | Arremesso (kg) | Arremesso (kg) | Arremesso (kg) | Total |
| Pos.              | Halterofilista        | CON           | Grupo | 1             | 2             | 3             | Result.       | 1              | 2              | 3              | Result.        | Total |
| ----------------- | --------------------- | ------------- | ----- | ------------- | ------------- | ------------- | ------------- | -------------- | -------------- | -------------- | -------------- | ----- |
| Medalha de ouro   | Arley Calderón        | CUB Cuba      | A     | 122           | 122           | 125           | 125           | 154            | –              | –              | 154            | 279   |
| Medalha de prata  | Víctor Güemez         | MEX México    | A     | 119           | 123           | 125           | 123           | 150            | 150            | 153            | 153            | 276   |
| Medalha de bronze | Luis Bardalez         | PER Peru      | A     | 119           | 122           | 124           | 124           | 151            | 151            | 153            | 151            | 275   |
| 4                 | Wilkeinner Lugo       | VEN Venezuela | A     | 119           | 122           | 125           | 125           | 149            | 152            | 152            | 149            | 274   |
| 5                 | Estiven Villar        | COL Colômbia  | A     | 118           | 122           | 124           | 124           | 148            | 149            | 152            | 149            | 273   |
| 6                 | Víctor Garrido        | ECU Equador   | A     | 118           | 122           | 124           | 122           | 145            | 149            | 149            | 145            | 267   |
| 7                 | Thiago Félix da Silva | BRA Brasil    | A     | 115           | 120           | 121           | 115           | 147            | 152            | 152            | 147            | 262   |
| 8                 | Aldair Castro         | CHI Chile     | A     | 113           | 113           | 116           | 116           | 137            | 144            | 148            | 144            | 260   |
| 9                 | Juan Miguel Martínez  | PAN Panamá    | A     | 101           | 106           | 110           | 106           | 120            | 125            | 130            | 125            | 231   |